# Tauroktonie

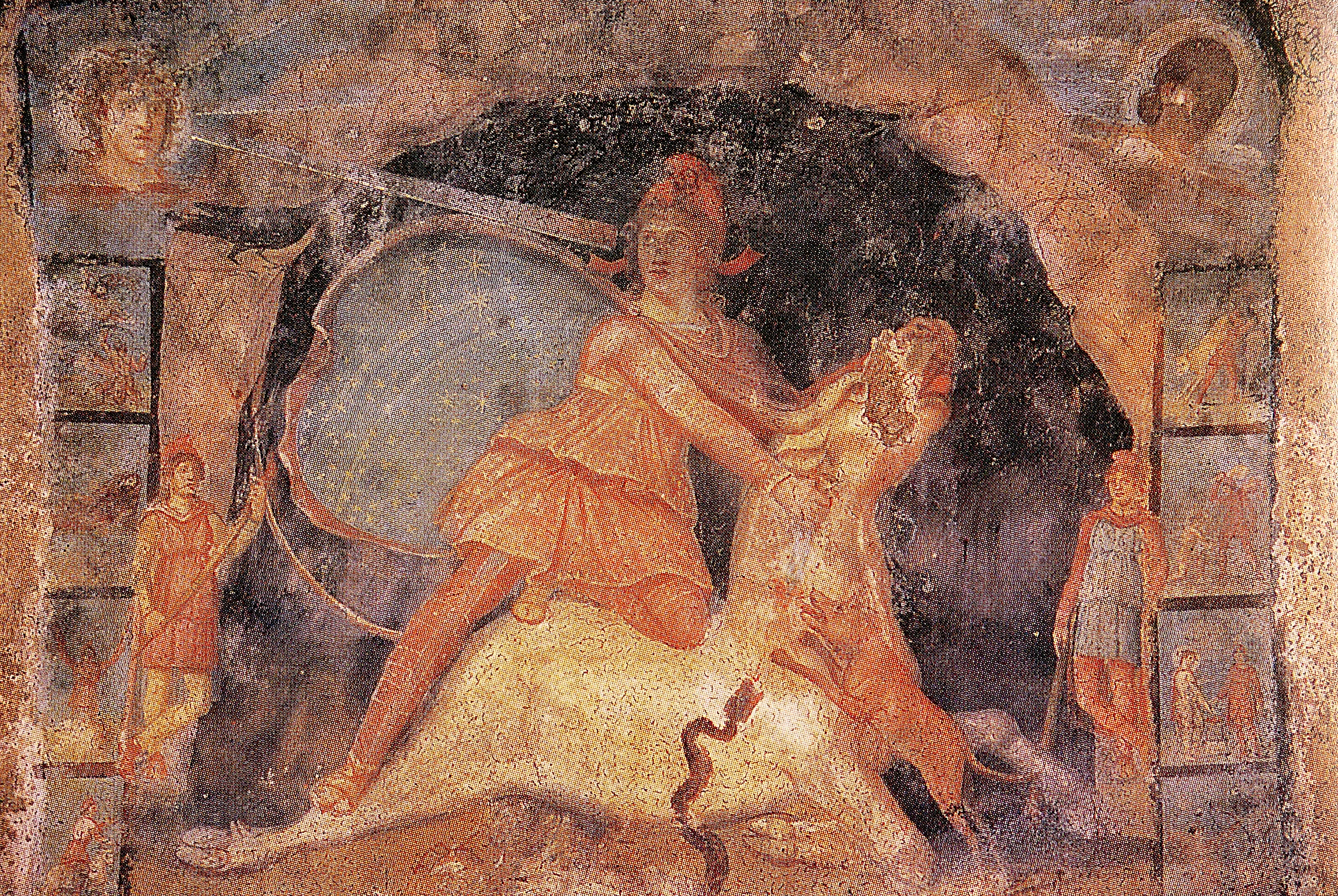
Fresko der Tauroktonie im Mithraeum von Marino

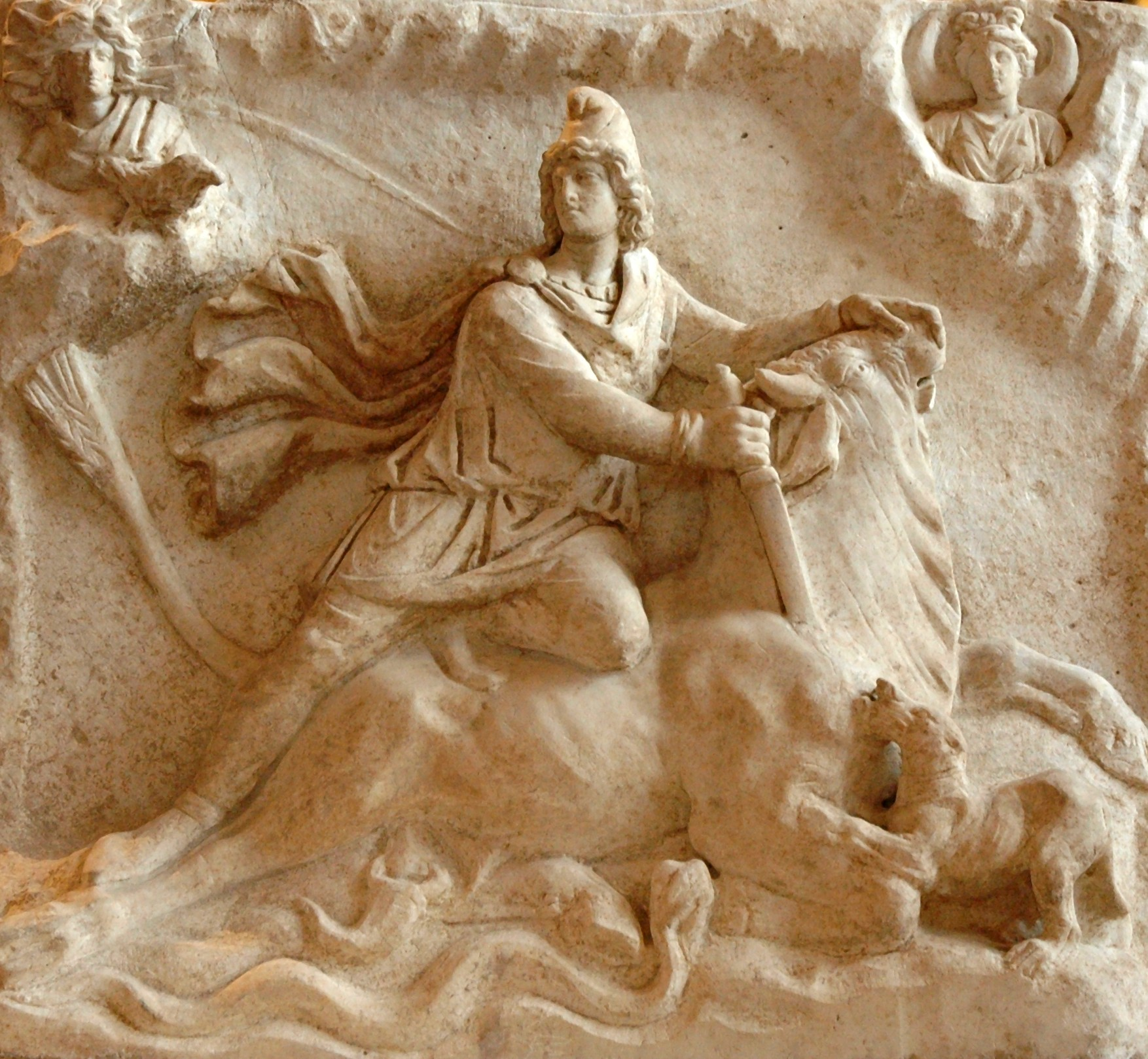
Hochrelief der Tauroktonie, 2. oder 3. Jh., Louvre. In den oberen Ecken Helios mit Rabe und Luna.

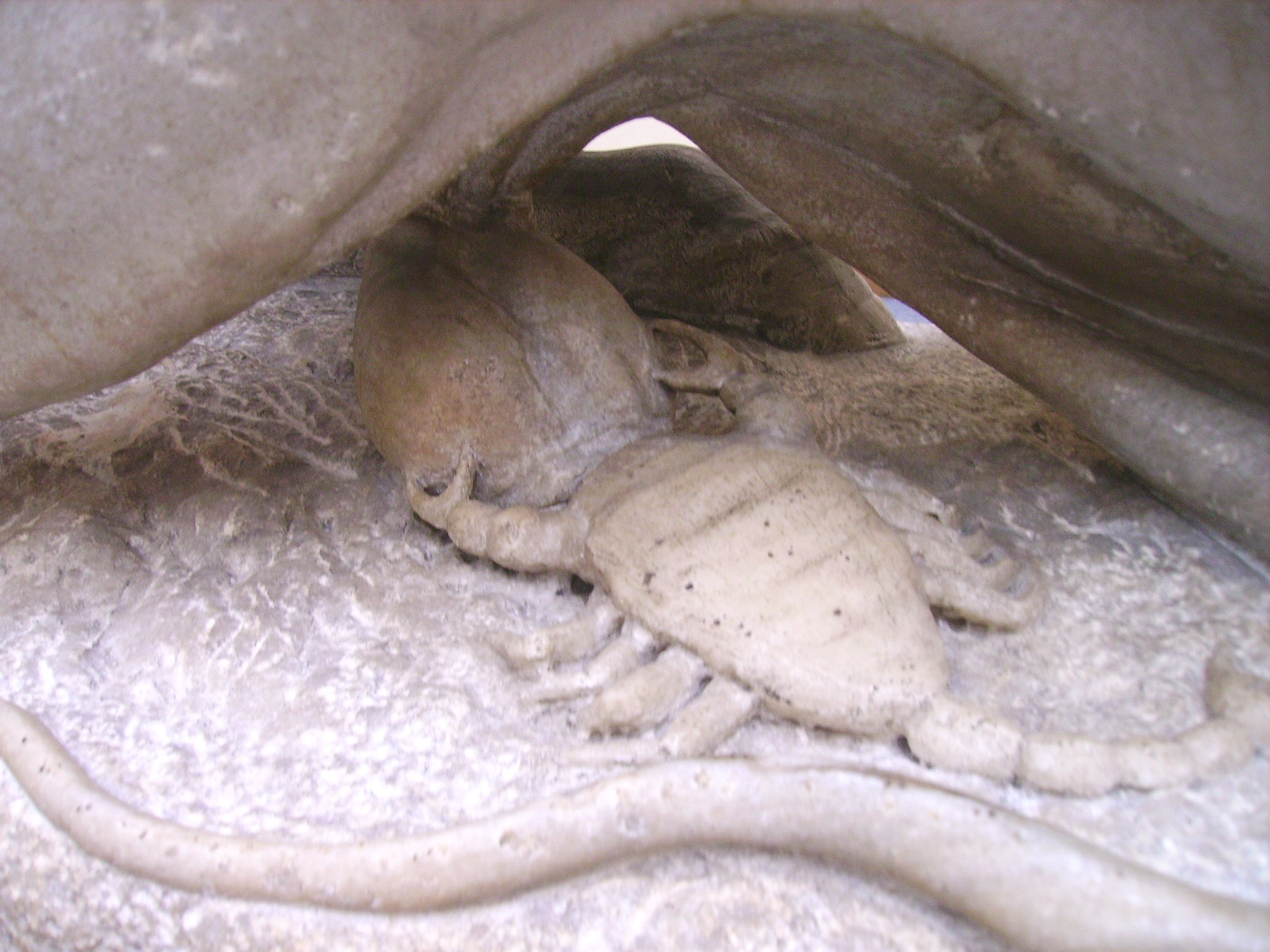
Ein Skorpion kneift in die Hoden des Mithrasstieres. Römische Statue, 2. Jahrhundert, British Museum.

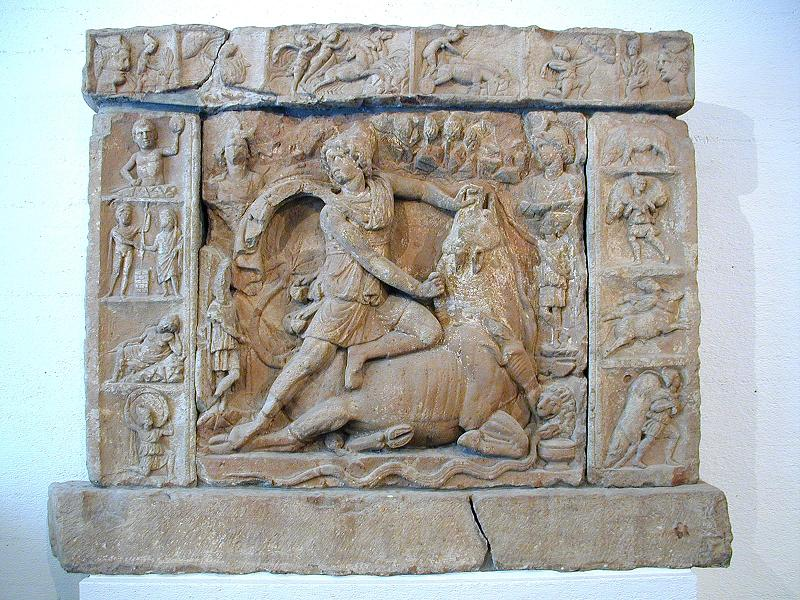
Tauroktonie-Relief, Heidelberg-Neuenheim, 2. Jh.

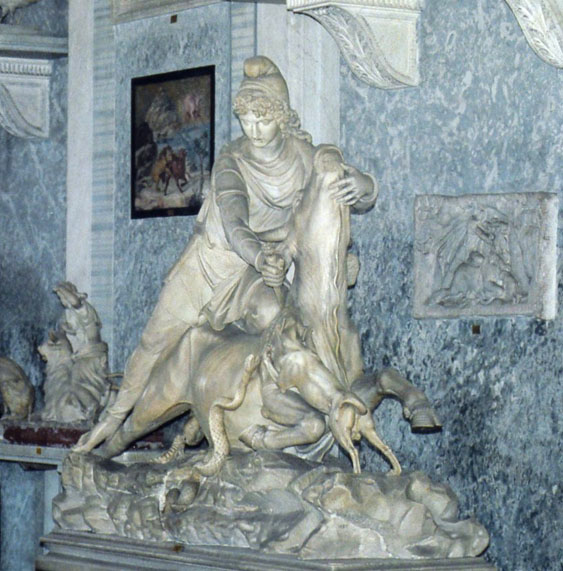
Tauroktonie-Statue, Vatikanische Museen. Das Gesicht des Mithras wegen fehlerhafter Rekonstruktion des Kopfes nicht vom Stier abgewandt.

Die Tauroktonie (Stiertötung) ist der moderne Name der Darstellung von Mithras, der einen Stier
tötet. Als gemaltes Bild, plastisches Relief oder Skulptur ausgeführt, findet sich die Tauroktonie im Mittelpunkt jedes Mithräums (Mithrastempels). Die Tauroktonie gilt daher als das wichtigste Motiv in der mithräischen Ikonografie.
Die Darstellung folgte streng festgelegten kompositorischen Regeln und blieb im Laufe der Jahrhunderte nahezu unverändert. Sie wurde ursprünglich ca. 200 v. Chr. in der Bildhauerschule von Pergamon entwickelt.

## Darstellung
Mithras wird als Jüngling dargestellt und ist mit einer römischen Tunika, langen Hosen und einer phrygischen Mütze bekleidet. Er kniet in der Stiertötungsszene mit dem linken Bein auf dem Rücken des Stiers, der am Boden liegt. Mit dem anderen Bein stemmt er sich ab, mit der linken Hand reißt er den Kopf des Stieres nach hinten und mit der rechten Hand tötet er das Tier durch einen Dolchstoß in die Schulter. Dabei wendet Mithras sein Gesicht vom Stier ab. (Statuen, bei denen Mithras sein Gesicht dem Stier zuwendet, sind falsche Rekonstruktionen aus der Renaissancezeit.) Der Umhang von Mithras ist häufig aufgebauscht, so dass man die Innenseite erkennt, die wie ein Sternenhimmel dekoriert ist.
Aus dem Schwanz des Stieres wachsen Getreideähren.
Außer Mithras und dem Stier sind auf der Tauroktonie eine Reihe anderer Gestalten abgebildet: eine Schlange, ein Hund, ein Rabe, ein Skorpion, sowie manchmal ein Löwe und ein Kelch. Die Schlange und der Hund trinken aus der Wunde des Stieres, aus welcher Blut, in manchen Darstellungen auch Getreide, rinnt. Der Skorpion greift die Hoden des Stieres an.
Ebenfalls werden in der Stiertötungsszene fast immer zwei Fackelträger namens Cautes und Cautopates bzw. Cautepates dargestellt, wobei ersterer die Fackel nach oben und letzterer die Fackel nach unten hält. Die Fackelträger sind wie Mithras gekleidet und haben im Stehen ein Bein über das andere gekreuzt.
Über Mithras stehen die Symbole für Sol (Sonne) und Luna (Mond) am Sternenhimmel.

## Deutungen

### Traditionelle Deutung (Cumont)
Nach der mithräischen Mythologie verfolgte Mithras einen Stier, den er einfing und auf seinen Schultern in eine Höhle trug, wo er ihn zur Erneuerung der Welt opferte. Aus dem Blut und Samen des Stiers regenerierten sich die Erde und alles Leben.
Der belgische Mithrasforscher Franz Cumont (siehe Literatur) sah den Mithraismus als Weiterentwicklung eines persischen Kultes und deutete die Tierfiguren in seinen Publikationen von 1896 und 1899 als Gestalten der altiranischen Mythologie.
Cautes und Cautopates symbolisieren nach der traditionellen Deutung den Sonnenauf- und -untergang.

### Astronomische Deutung (Ulansey)
Der US-amerikanische Mithrasforscher David Ulansey deutet die Tauroktonie astronomisch. Die Tiergestalten stellen nach dieser Deutung Sternbilder dar. Dabei entspricht der Stier dem Sternbild Stier, die Schlange dem Sternbild Wasserschlange, der Hund dem Sternbild Kleiner Hund, der Rabe dem Sternbild Rabe und der Skorpion dem Sternbild Skorpion. Der Löwe entspricht dem Sternbild Löwe und der Kelch entweder dem Sternbild Becher oder Wassermann.
Am Nachthimmel zeigen die Plejaden im Sternbild Stier die Stelle an, an der der Dolch von Mithras in die Schulter des Tieres eindringt. Mithras selbst könnte mit dem Sternbild Perseus gleichgesetzt werden, da es sich direkt oberhalb des Sternbilds des Stiers befindet.
Cautes und Cautopates symbolisieren die Tag-und-Nacht-Gleichen: Cautes mit der erhobenen Fackel stellt die Frühlings-Tag-und-Nacht-Gleiche dar, Cautopates mit der gesenkten Fackel die Herbst-Tag-und-Nacht-Gleiche. Ihre gekreuzte Beinhaltung symbolisiert den Schnittpunkt des Himmelsäquators mit der Ekliptik am Frühlings- und Herbstpunkt.
Die gesamte Stiertötungsszene entspricht nach Ulansey der mit dem Himmelsäquator verbundenen astronomischen Konstellation, als der Frühlingspunkt im Sternbild Stier stand. Die Tötung des Stieres symbolisiert dabei das Ende dieses Zeitalters und lässt Mithras als einen Gott erscheinen, dessen Macht die der Gestirne noch übertrifft, da er sie mittels der Präzession unter Kontrolle hat.
In der wissenschaftlichen Mithrasforschung hat Ulanseys Theorie, die sich nur auf die Assoziationen des Verfassers und nicht auf antike Quellen berufen kann, jedoch heftigen Widerspruch hervorgerufen. In aktuellen Debatten wird zwar der Einfluss astronomischer Elemente auf die Tauroktonie anerkannt; Ulanseys Modell spielt dabei jedoch keine Rolle mehr.

### Anthroposophische Deutung (Steiner)
In der anthroposophischen Anschauung nach Rudolf Steiner symbolisiert der Stier in der Tauroktonie die tierische Natur, auf welcher der Mensch als höheres Wesen reitet. Die um den Menschen angeordneten Sterne stehen für den Kosmos bzw. den geistigen Zusammenhang, in welchem der Mensch steht. Tiere wie Skorpion und Schlange, die den Stier beißen, versinnbildlichen die Triebimpulse, die nur durch die höhere Natur des Menschen bezähmt werden können. Insofern sei der Dolchstoß des Mithras mit dem Drachenkampf des Michael vergleichbar, der die den Menschen herabziehende Schlange zermalme, damit das wirkliche Menschsein gedeihen könne.

## Einordnung in die Legende
Viele Darstellungen der Tauroktonie in Fresko- oder Reliefform sind umrahmt von zusätzlichen kleineren Bildern, entweder in jeweils einzelnen Rahmen oder auch freistehend, die weitere Szenen aus dem Umfeld der Mithras-Legende zeigen. Die gesamte Chronologie der narrativen Reihenfolge der Legende ist genauso wenig endgültig geklärt wie die Bedeutung jeder einzelnen dieser Sequenzen. Im Zusammenhang mit der Stiertötung als Höhepunkt lassen sich aber einige Szenen recht eindeutig der Vorgeschichte bzw. den darauf folgenden Ereignissen zuordnen.
Folgende, oft dargestellte Situationen, die den Kampf des Mithras mit dem Stier schildern, gehen dem Stieropfer voraus:
1. Der Stier alleine – entweder in einem neutralen Umfeld, wohl auf einer Wiese grasend, oder in einer Art Bauwerk, das einen Tempel, einen Stall oder eine Höhle darstellen könnte.
2. Mithras trägt den Stier auf seinen Schultern. (Oder alternativ, seltener: Mithras führt den Stier an den Hörnern.)
3. Der Stier flieht, Mithras klammert sich an seinen Hals und wird von dem Tier mitgerissen.
4. Mithras schleppt den Stier an den Hinterbeinen fort.

Diese letzte Szene wird oft auch in Einzelbildwerken dargestellt und trägt den Namen Transitus (deutsch: „Übergang“). Sie schildert wohl den Moment, als Mithras den Stier endgültig besiegt hat und ihn nun, noch lebend, zur Opferstätte bringt. Einige Forscher (etwa Merkelbach) deuten die Szene aber schon als erste Sequenz nach der Tauroktonie: Demnach sei hier ein Myste, Hirte oder Opferdiener dargestellt, der den getöteten Stier wegbringt.
Auf jeden Fall nach der Stiertötung müssen wohl die folgenden beiden Situationen stattfinden:
1. Mithras schwingt oder hält einen Stierschenkel über den Kopf des knienden Sol[8] – vielleicht ein dem Taurobolium ähnelndes Ritual, in dem der Adept mit dem Blut des Opferstiers beträufelt wird. (Allerdings wird der Gegenstand in der Hand des Mithras gelegentlich, etwa von Clauss, auch anders gedeutet, als persische Mütze beispielsweise.[9] Da jedoch auf farbigen Darstellungen sowohl der Stier im Hauptmotiv wie auch das betreffende Objekt immer weiß dargestellt sind, die Mütze des Mithras jedoch in den meisten Fällen rot, wirkt die Interpretation als Stierschenkel wahrscheinlicher.)
2. Mithras und Sol beim Kultmahl, die Bank, auf der sie liegen, ist mit dem Fell, samt Kopf, des getöteten Stieres bedeckt. Manchmal dienen zudem die Beine des Stiers als Tischfüße.

Die Darstellung dieses Kult- oder Opfermahls findet sich häufig bei drehbaren Altarbildern auf der Rückseite des Tauroktonie-Reliefs.